# 张肃 (西晋)
张肃（3世纪—317年），西晋安定郡乌氏县（今宁夏固原市东南彭阳县）人，西汉常山王张耳的十七世孙。他是五胡十六国時代前凉宗族，开国君主张轨的弟弟，二代君主張寔的叔父。

## 生平
张肃担任建威将軍、西海郡（治所在居延县，今内蒙古额济纳旗东南）太守。张肃之兄張軌在西晋末年担任凉州牧，建立前凉政权。316年八月，漢（前趙）中山王劉曜攻打長安，张肃听说晋都长安危亡在即，自请任先锋赴援。他侄子张寔以他年老为由，不同意。張肃说：「狐死首丘，心不忘本。鍾儀在晋，楚弁南音。张肃受晋朝寵遇，剖符列位。今天，羯逆滔天，朝廷倾覆。张肃在边境宴安。国难至而不奮起抗击，何以为人臣。」張寔说：「我一族受朝廷重恩，自当阖宗效死，忠卫社稷，以申先公之志。但是叔父春秋已高，气力衰竭，军旅之事非耆耄所堪」。于是没有出兵。十一月，長安陷落，晋愍帝被俘。317年，听说长安失守，张肃悲愤而死。

## 父
张温，官至太官令。